# Teucrium plectranthoides
Teucrium plectranthoides là một loài thực vật có hoa trong họ Hoa môi. Loài này được Gamble miêu tả khoa học đầu tiên năm 1924.